# روان‌شناسی ورزش
روان‌شناسی ورزش و تمرين علم نو ظهوري است. اين رشته علمي در كنار ساير رشته هاي علمي مرتبط با ورزش براي كمك به مربيان در عملكرد موثر و بهينه ورزشكاران ايجاد شده است. روانشناسي ورزش و تمرين مطالعه علمي افراد و رفتارهاي انها در ورزش و تمرين و كاربرد عملي اين دانش است.
اهداف مطالعه روانشناسي ورزش و تمرين  
1. چگونگي تاثير عوامل روانشناختي بر عملكرد حركتي
2. چگونگي تاثير ورزش و تمرين بر رشد رواني، بهزيستي و سلامتي

هدف اول: اثر عوامل روانشناختي بر عملكرد ورزشي
1. تاثير اضطراب بر دقت در اجراي مهارت
2. تاثير عدم اعتماد به نفس بر يادگيري مهارت ورزشي
3. اثر تشويق و تنبيه مربي بر انسجام تيم
4. اثر تصوير سازي بر تسهيل بهبودي آسيب ورزشكاران
5. اثر هوش هيجاني در در بهره برداري از توانايي ها
6. اثر استرس ،خود آگاهي،همدلي با بازيكن و سر سختي بر عملكرد و نتيجه ورزشكار

هدف دوم: اثر ورزش و تمرين بر رشد رواني، بهزيستي و سلامتي
1. اثر نرمش و دويدن بر كنترل اضطراب و كاهش افسردگي
2. تاثير حضور در ميادين ورزشي بر كنترل يا تشديد پرخاشگري و عصبانيت
3. تاثير عضويت در تيمهاي ورزشي بر اعتمادبه نفس و خود باوري و شكل گيري شخصيت
4. اثر ورزش و مسابقه بر رفتارر شخصي و اجتماعي (واینبرگ و گولد، 2011).

نقش و وظيفه متخصصین روانشناسان ورزشي
روانشناسان سه نقش عمده بر عهده دارند :
1. نقش آموزشي
2. نقش پژوهشي
3. نقش مشاوره اي (واینبرگ و گولد، 2011).

روانشناسی ورزشی یکی از شاخه‌های روانشناسی است که به بررسی تأثیرات روانی، رفتاری و اجتماعی بر عملکرد ورزشی و فعالیت بدنی می‌پردازد. این حوزه تلاش می‌کند تا عواملی مانند انگیزش، اعتمادبه‌نفس، تمرکز و کنترل استرس را در ورزشکاران بهبود بخشد. روانشناسی ورزشی همچنین در بهینه‌سازی عملکرد ورزشکاران حرفه‌ای و ارتقای سلامت روانی افراد فعال در ورزش‌های غیرحرفه‌ای نقش مهمی ایفا می‌کند.
منبع:
Williams, J. M., & Krane, V. (2021). Applied Sport Psychology: Personal Growth to Peak Performance. McGraw-Hill Education.

## تاریخچه
مروری بر تاریخ روانشناسی ورزش و تمرین
تاریخچه روانشناسی ورزش و تمرین به قرن 20 د رآمریکا بر میگردد که در شش دوره مجزا ولی مرتبط میتوان بررسی کرد.
دوره اول                                دوره دوم                                 دوره سوم
 1920-1893                        1938-1921                              1965- 1939
دوره چهارم                            دوره پنجم                                دوره ششم
  1977-1966                        2000-1978                               2001- تاكنون
دوره اول: سال‌هاي اوليه
آغاز روانشناسي ورزشي در در دهه 1890در آمريكاي شمالي
1897 نرمن تريپلت از پيشگامان روانشناسي ورزشي و بررسي اثر حضور ديگران بر عملكرد دوچرخه سوران
1893 اسكريپچر تغيير رويكرد درون گرايانه و فلسفي به رويكرد علمي ومطالعه درباره زمان واكنش و زمان حركت
1903بحث پاتريك در  مورد روانشناسي بازي
1914 سنجش واكنشهاي حركتي ،توجه ،توانايي هاي مربوط به ورزش توسط كامينز
دوره دوم:عصر گريفيث
1931-1921 انتشار 25 مقاله توسط گريفيث در مورد روانشناسي ورزشي
1925 تاسيس اولين آزمايشگاه تحقيقاتي ورزش در دانشگاه ايلي نويز
1926 انتشار كتاب روانشناسي مربيگري توسط گريفيث
1928 انتشار كتاب روانشناسي دو وميداني توسط گريفيث
دوره سوم:آمادگي براي آينده
1938 رياست بخش تربيت بدني دانشگاه اينديانا توسط فرانكلين هنري
1943 شروع كار يتس با بوكسورهاي دانشگاهي و مطالع اثر مداخله اي تمرينات آرام سازي
1949 ارزيابي هيجانات پيش از رقابت ورزشكاران توسط جانسون
1951 تاليف كتاب روانشناسي مربيگري توسط لاودر
1965 برگزاري اولين كنگره جهاني روانشناسي ورزش در رم
دوره چهارم: تاسيس روانشناسي آكادميك ورزش
1966 تاليف كتاب مشكلات ورزشكاران و چگونگي رسيدگي به آنها توسط آگيلوي و توتكو روانشناس باليني و آغاز مشاوره با تيم هاو ورزشكاران
1967 كراتي از دانشگاه كليفرنيا تاليف كتاب روانشناسي فعاليت بدني
1967 برگزاري نخستين كنفرانس سالانه انجمن روانشناسي و فعاليت بدني
1974 انتشار كتاب مقالات كنفرانس انجمن روانشناسي ورزشي براي نخستين بار
دوره پنجم:علم و عمل
1979انتشار مجله روانشناسي ورزش
1980 تشكيل هيئت مشورتي روانشناسي ورزشدر كميته ملي المپيك ايالات متحده آمريكا
1984پوشش تلويزيوني بازي هاي المپيك با تاكيد روي روانشناسي در آمريكا
1985 استخدام روانشناس ورزش تمام وقت در كميته ملي المپيك آمريكا
1986تاسيس انجمن روانشناسي كاربردي و انتشار اولين مجله پژوهشيكاربردي
1987 تشكيل بخش 47 APA
همراهي تيم المپيك آمريكا با روانشناس ورزشي براي اولين بار
1991راه اندازي انجمن روانشناسي كاربردي ورزش طرح مشاوران داراي مجوز
دوره ششم:روانشناسي ورزش و تمرين معاصر
راه اندازي مجله روانشناسي ورزش و تمرين در اروپا
برگزاري كنفرانس انجمن بين المللي روانشناسي ورزشي در مراكش بيش از 700 شركت كننده
معرفي بخش 47 APA بعنوان يك تخصص
انجام طرحهاي تحقيقي بزرگ وگوناگون در جهان
علاقه فزاينده به روانشناسي كاربردي ورزش (واینبرگ و گولد، 2011).

## پی‌نوشت و منبع
1) واینبرگ، رابرت؛ گولد، دنیل. (2011). مبانی روانشناسی ورزش و تمرین، ترجمه واعظ موسوي، سیدمحمدکاظم و همکاران (1392). تهران: انتشارات حتمی.